# فيليكس كوردوفا دافيلا
فيليكس كوردوفا دافيلا هو قاضي ومحامي وسياسي أمريكي، ولد في 20 نوفمبر 1878 في Vega Baja, Puerto Rico ‏ في الولايات المتحدة، وتوفي في 3 ديسمبر 1938 في سان خوان في الولايات المتحدة بسبب سرطان البروستاتا. نشط حزبياً في إتحاد بورتو ريكو ‏. وقد انتخب المفوض المقيم لبورتوريكو (7 أغسطس 1917 – 11 أبريل 1932).